# William Bowie-érem
A William Bowie-érem évente az Amerikai Geofizikai Unió (American Geophysical Union, röviden AGU) által adományozott geofizikai díj. Az elismeréssel a geofizika területén kiemelkedő eredményeket elérő tudósokat díjazzák. Az érmet 1939-ben alapították, a névadó William Bowie amerikai geodéta, aki egyik társ-alapítója az AGU-nak és 1920 és 1922 között első elnöke volt a szervezetnek.

## Díjazottak
| - 1939, William Bowie - 1940, Arthur Louis Day - 1941, John Adam Fleming - 1942, Nicholas Hunter Heck - 1943, Oscar Edward Meinzer - 1944, Henry Bryant Bigelow - 1945, Jacob Aall Bonnevie Bjerknes - 1946, Reginald Aldworth Daly - 1947, Felix Andries Vening Meinesz - 1948, James B. Macelwane - 1949, Walter Davis Lambert - 1950, Leason Heberling Adams - 1951, Harald Ulrik Sverdrup - 1952, Harold Jeffreys - 1953, Beno Gutenberg - 1954, Richard Montgomery Field - 1955, Walter Hermann Bucher - 1956, Weikko Aleksanteri Heiskanen - 1957, William Maurice Ewing - 1958, Johannes Theodoor Thijsse - 1959, Walter M. Elsasser - 1960, Francis Birch - 1961, Keith Edward Bullen - 1962, Sydney Chapman - 1963, Merle Antony Tuve - 1964, Julius Bartels - 1965, Hugo Benioff | - 1966, Louis B. Slichter - 1967, Lloyd Berkner - 1968, Roger Revelle - 1969, Walter B. Langbein - 1970, Bernhard Haurwitz - 1971, Inge Lehmann - 1972, Carl Eckart - 1973, George P. Woollard - 1974, A.E. Ringwood - 1975, Edward Bullard - 1976, Jule G. Charney - 1977, James Van Allen - 1978, Helmut E. Landsberg - 1979, Frank Press - 1980, Charles A. Whitten - 1981, Herbert Friedman - 1982, Henry M. Stommel - 1983, Syun-iti Akimoto - 1984, Marcel Nicolet - 1985, H. William Menard - 1986, James Dooge - 1987, Robert N. Clayton - 1988, Hannes Alfvén - 1989, Walter H. Munk - 1990, Eugene N. Parker - 1991, Don L. Anderson - 1992, Alfred O. Nier | - 1993, Irwin I. Shapiro - 1994, Peter S. Eagleson - 1995, Claude Allègre - 1996, Eugene Merle Shoemaker - 1997, Raymond Hide - 1998, Richard M. Goody - 1999, J. Freeman Gilbert - 2000, John A. Simpson - 2001, Dan McKenzie - 2002, Adam M. Dziewonski - 2003, Donald L. Turcotte - 2004, Keiiti Aki - 2005, Johannes Geiss - 2006, Carl Wunsch - 2007, Susan Solomon - 2008, Gerald J. Wasserburg - 2009, Ignacio Rodriguez-Iturbe - 2010, Szjukuro Manabe - 2011, Louis J. Lanzerotti - 2012, Anny Cazenave - 2013, Raymond Roble - 2014, Hiroo Kanamori - 2015, Wilfried H. Brutsaert - 2016, Stanley Robert Hart - 2017, nem osztották ki - 2018, Daniel N. Baker - 2019, Barbara Romanowicz - 2020, Rita Colwell |